# Derocalymma porcellio
Derocalymma porcellio är en kackerlacksart som beskrevs av Gerstaecker 1869. Derocalymma porcellio ingår i släktet Derocalymma och familjen jättekackerlackor. Inga underarter finns listade i Catalogue of Life.